# Clidemia valenzuelana
Clidemia valenzuelana är en tvåhjärtbladig växtart som beskrevs av Achille Richard. Clidemia valenzuelana ingår i släktet Clidemia och familjen Melastomataceae. Inga underarter finns listade i Catalogue of Life.